# Guidimouni-See
Der Guidimouni-See (französisch: Lac de Guidimouni, Mare de Guidimouni) ist ein See in der Gemeinde Guidimouni in Niger.

## Geographie
Der See befindet sich nordöstlich des Hauptorts Guidimouni der gleichnamigen Landgemeinde, die zum Departement Damagaram Takaya in der Region Zinder gehört. Er ist Teil des Tschadbeckens. Der Guidimouni-See ist ein permanentes Gewässer. Er erstreckt sich über eine Fläche von 60 Hektar und erreicht eine maximale Tiefe von drei Metern. Er weist zwei Hauptbecken auf, von denen eines eher süß und eines eher salzig ist. Er wird von Oberflächenwasser und mehreren Grundwasserleitern gespeist. Die wichtigste Quelle trägt den Namen Gouzgourou. Der See liegt in einer länglichen endorheischen Senke, die sich von Südwesten nach Nordosten erstreckt und etwa drei Kilometer lang und 700 Meter breit ist. Die das Gewässer unmittelbar umgebende, leicht hügelige Sandebene liegt auf einer Seehöhe von 390 m bis 395 m. Im Umland befinden sich bis zu 590 m hohe Hügel. Entlang seines nördlichen Ufers verläuft die Nationalstraße 1.
Klimatisch wird der Guidimouni-See zur Sahelzone gerechnet, in der die mittlere jährliche Niederschlagsmenge zwischen 300 und 400 mm beträgt. Er liegt in einer der feuchtesten Zonen Nigers. Die Regenzeit dauert von Mitte Juni bis Mitte Oktober und die Trockenzeit von Mitte Oktober bis Mitte Juni, wovon zwei Monate vom kühlenden Harmattan geprägt sind.

## Ökologie

### Fauna
Es gibt bedeutende Fischbestände der Arten Oreochromis niloticus, Zilles Buntbarsch (Tilapia zillii), Heterobranchus bidorsalis, Westafrikanischer Lungenfisch (Protopterus annectens), Afrikanischer Raubwels (Clarias gariepinus), Nilbarsch (Lates niloticus), Afrikanischer Knochenzüngler (Heterotis niloticus), Hyperopisus bebe und Bagrus bajad. Sie laichen im von Seerosen durchzogenen Schilfbett des Sees.
Zu den Säugetierarten im Feuchtgebiet des Sees zählen der Goldschakal (Canis aureus) und der Husarenaffe (Erythrocebus patas), ferner der Kaphase (Lepus capensis) und das Gestreifte Borstenhörnchen (Xerus erythropus). Ab dem Jahr 1994 wurde das Nilkrokodil (Crocodylus niloticus) wieder angesiedelt, von dem im Jahr 2017 an die 300 Einzeltiere festgestellt wurden. Außerdem ist das Gebiet ein Lebensraum des Weißkehlwarans (Varanus albigularis), des Steppenwarans (Varanus exanthematicus) und des Nilwarans (Varanus niloticus).
Der Guidimouni-See wird von zahlreichen Stand- und Zugvögeln besiedelt. Von herausragender Bedeutung sind dabei der Weißstorch (Ciconia ciconia), die Gelbbrust-Pfeifgans (Dendrocygna bicolor) und die Witwenpfeifgans (Dendrocygna viduata). Am See wurden außerdem folgende Vogelarten beobachtet:
- Blaustirn-Blatthühnchen (Actophilornis africanus)
- Löffelente (Anas clypeata)[9]
- Stockente (Anas platyrhynchos)[10]
- Knäkente (Anas querquedula)[9]
- Silberreiher (Ardea alba)
- Graureiher (Ardea cinerea)
- Schwarzhalsreiher (Ardea melanocephala)
- Purpurreiher (Ardea purpurea)
- Rallenreiher (Ardeola ralloides)
- Kuhreiher (Bubulcus ibis)
- Kampfläufer (Calidris pugnax)
- Spornkuckuck (Centropus senegalensis)
- Graufischer (Ceryle rudis)
- Rohrweihe (Circus aeruginosus)[10]
- Steppenweihe (Circus macrourus)[9]
- Seidenreiher (Egretta garzetta)
- Afrikanischer Silberschnabel (Euodice cantans)
- Feuerweber (Euplectes franciscanus)
- Haubenlerche (Galerida cristata)
- Bekassine (Gallinago gallinago)
- Teichralle (Gallinula chloropus)
- Graukopfliest (Halcyon leucocephala)
- Senegalliest (Halcyon senegalensis)
- Stelzenläufer (Himantopus himantopus)
- Senegalamarant (Lagonosticta senegala)
- Langschwanz-Glanzstar (Lamprotornis caudatus)
- Weißkehlspint (Merops albicollis)
- Schwarzmilan (Milvus migrans parasitus)
- Bachstelze (Motacilla alba)
- Schafstelze (Motacilla flava)
- Nachtreiher (Nycticorax nycticorax)
- Graukopfsperling (Passer griseus)[10]
- Kampfläufer (Philomachus pugnax)[9]
- Purpurhuhn (Porphyrio porphyrio)
- Rahmbrustprinie (Prinia subflava)
- Graubülbül (Pycnonotus barbatus)
- Blutschnabelweber (Quelea quelea)[10]
- Höckerglanzgans (Sarkidiornis melanotos)
- Zwergseeschwalbe (Sternula albifrons)[9]
- Zwergtaucher (Tachybaptus ruficollis)[10]
- Heiliger Ibis (Threskiornis aethiopicus)[9]
- Rotschnabeltoko (Tockus erythrorhynchus)
- Bruchwasserläufer (Tringa glareola)
- Waldwasserläufer (Tringa ochropus)
- Spornkiebitz (Vanellus spinosus)
- Rotfuß-Atlaswitwe (Vidua chalybeata)[10]

### Flora
Der See ist von Bäumen und Büschen umgeben. Darunter stechen Echte Dattelpalmen (Phoenix dactylifera) hervor, deren Bestände jedoch altern und wegen Versandung nicht regeneriert werden können. Zu den ebenfalls wichtigen und zugleich gefährdeten Pflanzenarten gehören der Afrikanische Affenbrotbaum (Adansonia digitata), Hyphaene thebaica und Mitragyna inermis. Häufige Baumarten sind die Wüstendattel (Balanites aegyptiaca), Bauhinia rufescens, der Anabaum (Faidherbia albida), Piliostigma reticulatum und die Arabische Gummi-Akazie (Vachellia nilotica). Von Menschen gezielt angepflanzt wurden Niembäume (Azadirachta indica), Roter Eukalyptus (Eucalyptus camaldulensis) und Prosopis juliflora. An einjährigen Gräsern gedeihen Cenchrus biflorus, Eragrostis tremula und mehrere Aristida-Arten. Zu den invasiven Arten zählen vor allem die Rohrkolben-Art Typha domingensis und, in geringerem Ausmaß, der Tigerlotus (Nymphaea lotus).
Weitere erwähnenswerte Pflanzenarten in Ufernähe sind Andropogon gayanus, Anogeissus leiocarpa, der Oscher (Calotropis procera), der Echte Papyrus (Cyperus papyrus), Leptadenia hastata, Leptadenia pyrotechnica, Pergularia tomentosa, Prosopis africana, Senna occidentalis, Sesbania dalzielii, Terminalia avicennioides, Vachellia sieberiana, die Indische Jujube (Ziziphus mauritiana) und der Syrische Christusdorn (Ziziphus spina-christi).

### Wasserqualität
Die Qualität des wenig getrübten Seewassers ist allgemein gut, sodass es der lokalen Bevölkerung als Trinkwasser dienen kann. Der pH-Wert des Süßwasserbeckens beläuft sich auf 7,88, jener des Salzwasserbeckens auf 8,78. Beide sind somit alkalisch. Die Trübungswerte betragen 6,29 im Süßwasserbecken und 9,03 im Salzwasserbecken.

## Schutzstatus und wirtschaftliche Bedeutung
Der Guidimouni-See wurde am 18. Dezember 2019 als Feuchtgebiet von internationaler Bedeutung nach der Ramsar-Konvention ausgewiesen. Das Ramsar-Gebiet erstreckt sich über eine Fläche von 338,4 Hektar.
Der Guidimouni-See zählt neben der Mare de Lassouri zu den wichtigsten Gewässern für die Fischerei in der Region Zinder. Bereits in den 1970er Jahren waren sechs oder sieben Fischarten angesiedelt worden und eine Fischer-Kooperative vorhanden. Zu Beginn des 21. Jahrhunderts wurden am See jährlich bis zu vier Tonnen Fisch produziert.
Die guten umliegenden Böden begünstigen die Landwirtschaft. Es werden Wassermelonen, Zwiebeln, Kohl, Kartoffeln, Tomaten, Knoblauch, Karotten und Paprika angebaut. Ferner dient der See als Tränke für das Vieh lokal ansässiger und transhumanter Züchter. Seit den 1970er Jahren wird Soda gewonnen. Die Übernutzung des Sees durch die lokale Bevölkerung stellt neben unregelmäßigen Niederschlägen und Temperaturen die größte Bedrohung für die Wasserqualität und Biodiversität dar.